# Green Bay Packers 1945
La stagione 1945 dei Green Bay Packers è stata la 25ª della franchigia nella National Football League. La squadra, allenata da Curly Lambeau, ebbe un record di 6-4, terminando terza nella NFL Western division. 

## Roster
| Roster dei Green Bay Packers nel 1945 |
| --- |
| Quarterback - Bob Adkins - Larry Craig - Ben Starret Running Back - Lou Brock - Irv Comp - Bernie Crimmins - Ted Fritsch - Joe Laws - Russ Mosley - Don Perkins - Chuck Sample - Bruce Smith - Ken Snelling Wide Receiver - Ed Frutig - Clyde Goodnight - Nolan Luhn - Joel Mason - Carl Mulleneaux Tight End {{{te}}} Offensive Linemen - Solon Barnett - Charley Brock - Mike Bucchianeri - Tiny Croft - Bob Flowers - Ray Frankowski - Charles Goldenberg - Bill Kuusisto - Forrest McPherson - Ernie Pannell - Baby Ray - Glen Sorenson - Pete Tinsley - Chuck Tollefson Defensive Linemen - Paul Lipscomb - Alex Urban Linebacker {{{lb}}} Defensive Back - Ken Keuper Special Team - Don Hutson - Roy McKay |
| Legenda - I rookie sono in corsivo. - Il primo ruolo è il principale mentre gli eventuali successivi indicano i ruoli secondari. - (IR) sta per Injured Reserve ed indica la lista ristretta per un solo giocatore infortunato che può tornare ad allenarsi dopo la settimana 6 e a rientrare in prima squadra dopo che questa ha giocato 8 partite. - (NF-Inj.) / (NF-Ill.) stanno rispettivamente per Non-Football Injured e Non-Football Illness ed indicano le liste dove viene inserito un giocatore che ha un infortunio o una malattia non dipendente dal football americano. - (PUP) sta per Physically Unable to Perform ed indica la lista dove viene inserito un giocatore mentre è in attesa di recuperare la condizione fisica. Nella stagione regolare dopo la sesta partita giocata dalla propria squadra, il giocatore ha tempo tre settimane per riprendere ad allenarsi, più tre settimane aggiuntive dal suo rientro agli allenamenti per rientrare in prima squadra. |

## Calendario
| Stagione regolare |                   |                    |           |
| Turno             | Data              | Avversario         | Risultato |
| 1                 | 30 settembre 1945 | Chicago Bears      | V 31–21   |
| 2                 | 7 ottobre 1945    | Detroit Lions      | V 57–21   |
| 3                 | 14 ottobre 1945   | Cleveland Rams     | S 27–14   |
| 4                 | 21 ottobre 1945   | Boston Yanks       | V 38–14   |
| 5                 | 28 ottobre 1945   | Chicago Cardinals  | V 33–14   |
| 6                 | 4 novembre 1945   | at Chicago Bears   | S 28–24   |
| 7                 | 11 novembre 1945  | at Cleveland Rams  | S 20–7    |
| 8                 | 18 novembre 1945  | at Boston Yanks    | V 28–0    |
| 9                 | 25 novembre 1945  | at New York Giants | V 23–14   |
| 10                | 2 dicembre 1945   | at Detroit Lions   | S 14–3    |

## Classifiche
| NFL Western Division |   |   |   |      |     |     |     |     |
|                      | V | S | P | %    | DIV | PF  | PS  | STR |
| Cleveland Rams       | 9 | 1 | 0 | .900 | 7–0 | 244 | 136 | V5  |
| Detroit Lions        | 7 | 3 | 0 | .700 | 5–2 | 195 | 194 | V1  |
| Green Bay Packers    | 6 | 4 | 0 | .600 | 3–4 | 258 | 173 | S1  |
| Chicago Bears        | 3 | 7 | 0 | .300 | 2–6 | 192 | 235 | V2  |
| Chicago Cardinals    | 1 | 9 | 0 | .100 | 1–6 | 98  | 228 | S6  |

Nota:  i pareggi non venivano conteggiati ai fini della classifica fino al 1972.